# Bonnet
Bonnet je priimek več oseb:
- Etienne Bonnet, francoski general
- René-Edouard-Joseph Bonnet de la Tour, francoski general